# 高山市丹生川文化ホール
高山市丹生川文化ホール（たかやましにゅうかわぶんかホール）とは、岐阜県高山市にある多目的施設。

## 概要
農業・農村文化の伝承などを目的とした施設である。1995年（平成7年）3月27日、大野郡丹生川村の丹生川村農業農村文化総合管理施設として開館。2005年（平成17年）2月1日に丹生川村が高山市に編入されると同時に高山市丹生川文化ホールに改称。
建物は鉄筋鉄骨コンクリート造4階建である。
指定管理者制度を導入しており、丹生川まちづくり協議会が管理運営する。

## 施設
- 大ホール（多目的ホール） - 約500席
- 楽屋
- 浴室
- ホワイエ
- 視聴覚室
- 情報管理室
- 研修室（1階・2階）
- 健康相談室
- 営農実験室

## 利用案内
- 開館時間：9:00 - 21:00[2]
- 休館日：第1・第3・第5月曜日、国民の祝日の翌日、年末年始（12月29日 - 1月3日）[2]

## 交通アクセス

### 公共交通機関
- 濃飛バス
  - 平湯・新穂高線「町方」バス停下車、徒歩約5分
  - 高山・新穂高 - 松本線（特急バス）「丹生川」バス停下車、徒歩約3分
- のらマイカー丹生川地域丹生川朴の木線、丹生川荒城線「丹生川支所前」バス停下車、徒歩約1分

### 自動車
- 高山本線高山駅より自動車で約10分

## 周辺
- 高山市役所丹生川支所
- 高山市立丹生川小学校
- 高山市立丹生川中学校
- 丹生川郵便局
- JAひだにゅうかわ支店